# Solanum americanum
Se procura pela Formiga Maria-Pretinha, consulte o artigo Formiga-de-ferrão.
A Solanum americanum, popularmente conhecida como maria-pretinha, é uma planta ruderal pertencente à família das solanáceas nativa das Américas com ocorrência entre o sudoeste dos Estados Unidos da América e o sul do Peru e do Paraguai, sendo uma planta muito comum no Brasil. Possui bagas comestíveis, sendo considerada uma planta alimentícia não-convencional (PANC).  Seus frutos pretos devem ser ingeridos com prudência, pois os podem ser confundidos com os da erva-moura e da beladona, planta de elevado grau de toxicidade.
A espécie encontra-se naturalizada em todas as regiões tropicais e subtropicais, sendo considerada por alguns autores como nativa do Hawaii ou pelo menos como uma introdução remota, provavelmente devida aos povos polinésios. É usada como planta medicinal nos Camarões, Quénia, Hawaiʻi, Panamá, Serra Leoa e Tanzânia.

## Características
Planta herbácea anual ou perene de vida curta, com 1-1,5 m de altura máxima. Folhas alternadas, com grande variabilidade de tamanho, em geral com 10 cm de comprimento e 7 cm de largura, com pecíolo curto (em geral inferior a 4 cm de comprimento) e margem ondulada ou dentada. A página inferior é pilosa, com um tegumento verde-pálido.
As flores têm cerca de 1 cm de diâmetro, brancas ou ocasionalmente purpurescentes, com estames amarelos.
Os frutos são bagas negras, moles, brilhantes, quase perfeitamente esféricas, com 5 a 10 mm de diâmetro, contendo numerosas pequenas sementes. As bagas imaturas apresentam manchas esbranquiçadas. Quando maduras devem ser consideradas venenosas, pois podem conter níveis elevados de solanina, bem como os alcalóides tropânicos escopolamina, atropina e hiosciamina, porém em pequeníssimas quantidades, mas em geral a planta não é tão venenosa como as restantes espécies do género Solanum. Abreu Matos et al., no entanto, afirmam que apenas os frutos verdes são perigosos. Kinupp e Lorenzi  colocam esta planta entre as comestíveis não-convencionais. 
A espécie pode facilmente ser confundida com um conjunto largado de outras solanáceas, incluindo espécies com muito elevada toxicidade como a beladona.